# Елафи (Гревенско)
Елафи или Пиняри (на гръцки: Ελάφι, до 1927 година: Πινιάρ, Пиняр) е бивше село в Република Гърция, в дем Дескати на област Западна Македония.

## География
Селото е било разположено на 630 m надморска височина, на около 25 km югоизточно от град Гревена, от дясната страна на река Бистрица (Алиакмонас). Намирало се е в землището на днешното село Карперо, на около 7 km северозападно от него.

## История

### В Османската империя
В края на XIX век Пиняри е малко гръцко християнско село в южната част на Гребенската каза на Османската империя. Според статистиката на Васил Кънчов през 1900 година в Пиняри живеят 85 гърци християни.

### В Гърция
През Балканската война в 1912 година в селото влизат гръцки части и след Междусъюзническата в 1913 година Пиняри влиза в състава на Кралство Гърция. Селото не се споменава в преброяванията от 1913 и 1920 година и вероятно е напуснато. В средата на 1920-те години в селото са заселени понтийски гърци бежанци - 50 семейства или 198 души.
През 1927 година името на селището е сменено на Елафи.
Селото се разпада през 1940-те години по време на Втората световна война и Гражданската война. Жителите му се изселват предимно в големите градове.
| Година    | 1913 | 1920 | 1928 | 1940 | 1951 | 1961 | 1971 | 1981 | 1991 | 2001 | 2011 | 2021 |
| --------- | ---- | ---- | ---- | ---- | ---- | ---- | ---- | ---- | ---- | ---- | ---- | ---- |
| Население |      |      | 198  | 220  |      |      |      |      |      |      |      |      |